# 哈斯特兰-斯洛滕
哈斯特兰-斯洛滕（荷蘭語：Gaasterland-Sloten；西弗里斯語：Gaasterlân-Sleat）是荷蘭的一個已被撤銷的市镇，位於荷蘭北部。2014年，該市镇被併入新設立的德弗里瑟梅伦。

## 外部連結
- 维基共享资源上的相關多媒體資源：哈斯特兰-斯洛滕